# Љубовиђа (жупа)
Љубовиђа је била стара српска средњовековна жупа која је обухватала слив реке Љубовиђе, леве притоке Лима, јужно од Пријепоља у средњем Полимљу, у данашњој општини Бијело Поље у Црној Гори. Овој жупи припадало је и место Бродарево (Brodareua in Juppa Liubouilia). У њој је син Вукана Немањића, Димитрије (калуђер Давид) саградио цркву „Давидовицу“. Почетком 15. века, у овој жупи се често помињу Комарани (предео и стари трг на левој обали Лима до кога су долазили дубровачки каравани). Након пада под турску власт средином 15. века, жупа Љубовиђа је претворена у истимену нахију, која је припадала Херцеговачком санџаку. Подручје Љубовиђе и Вранеша је такође називано Доњи Колашин. Ова област је 1865. године ушла у састав Новопазарског санџака, а затим је од 1902. до 1912. године чинило посебну доњоколашинску, односно вранешку казу у саставу Сјеничког санџака. Након коначног ослобођења од турске власти (1912), подручје Љубовиђе је прикључено Црној Гори.